# Coprinellus disseminatus
Coprinellus disseminatus là một loài nấm trong họ Psathyrellaceae.

## Hình ảnh

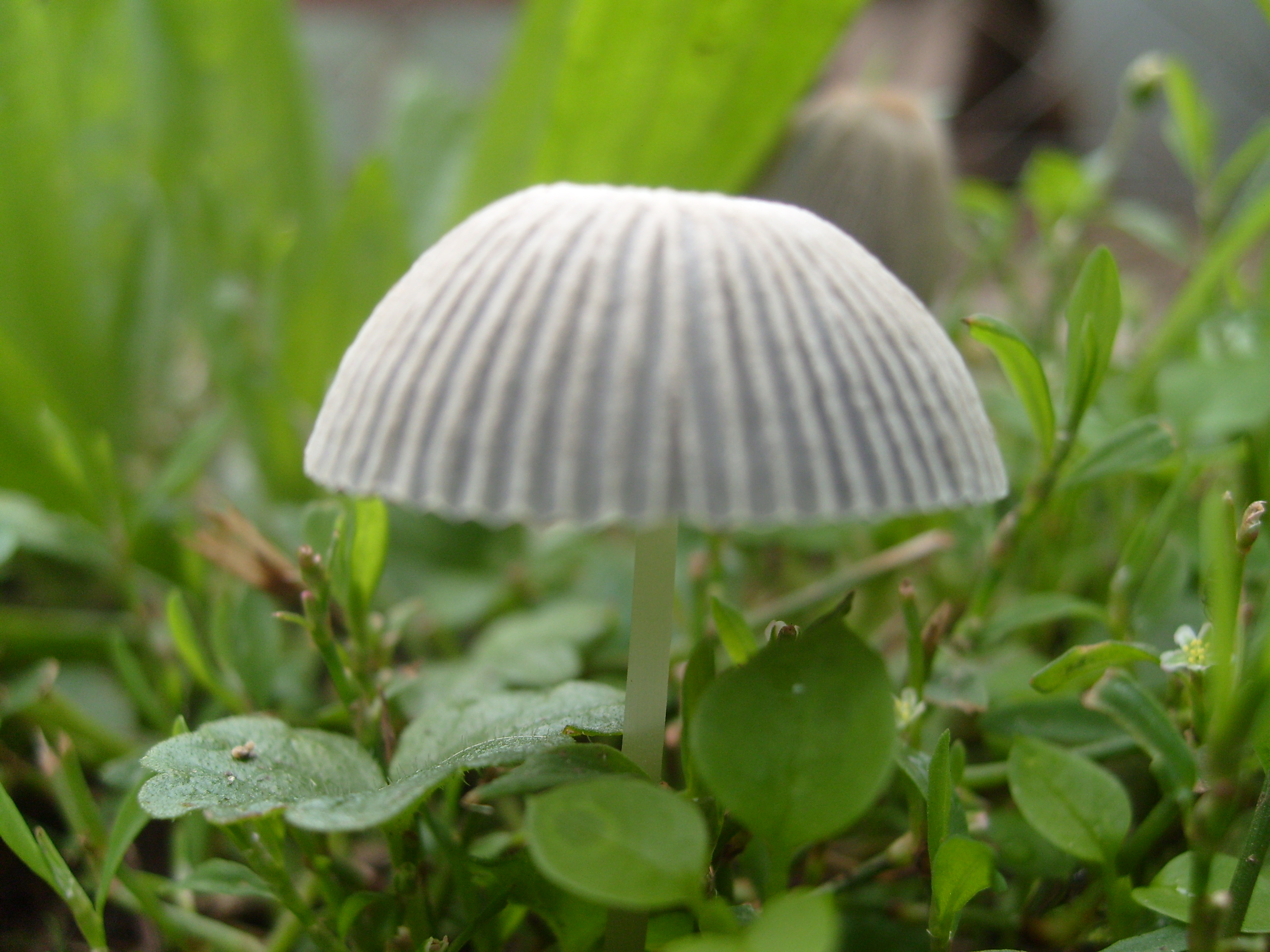
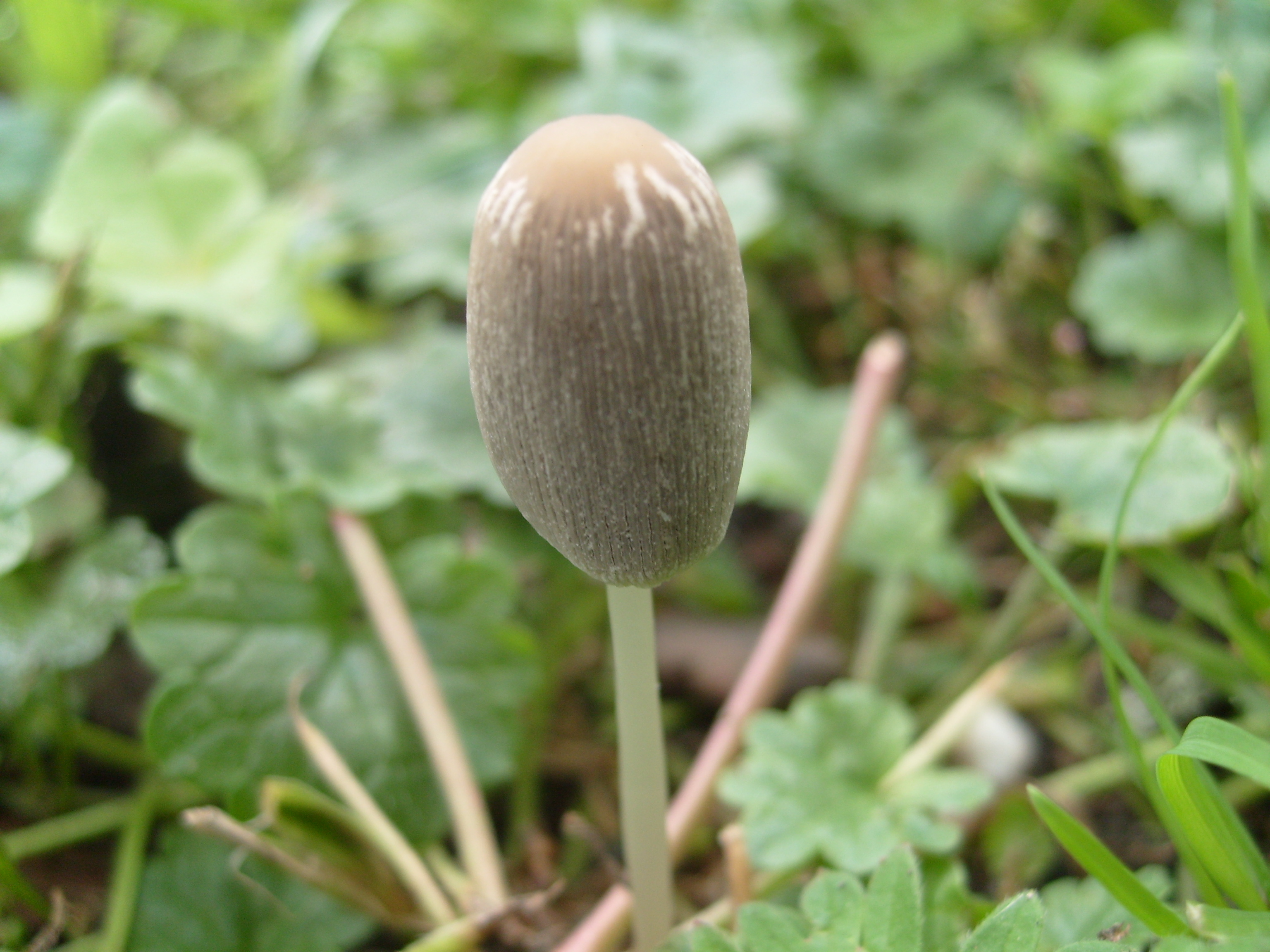
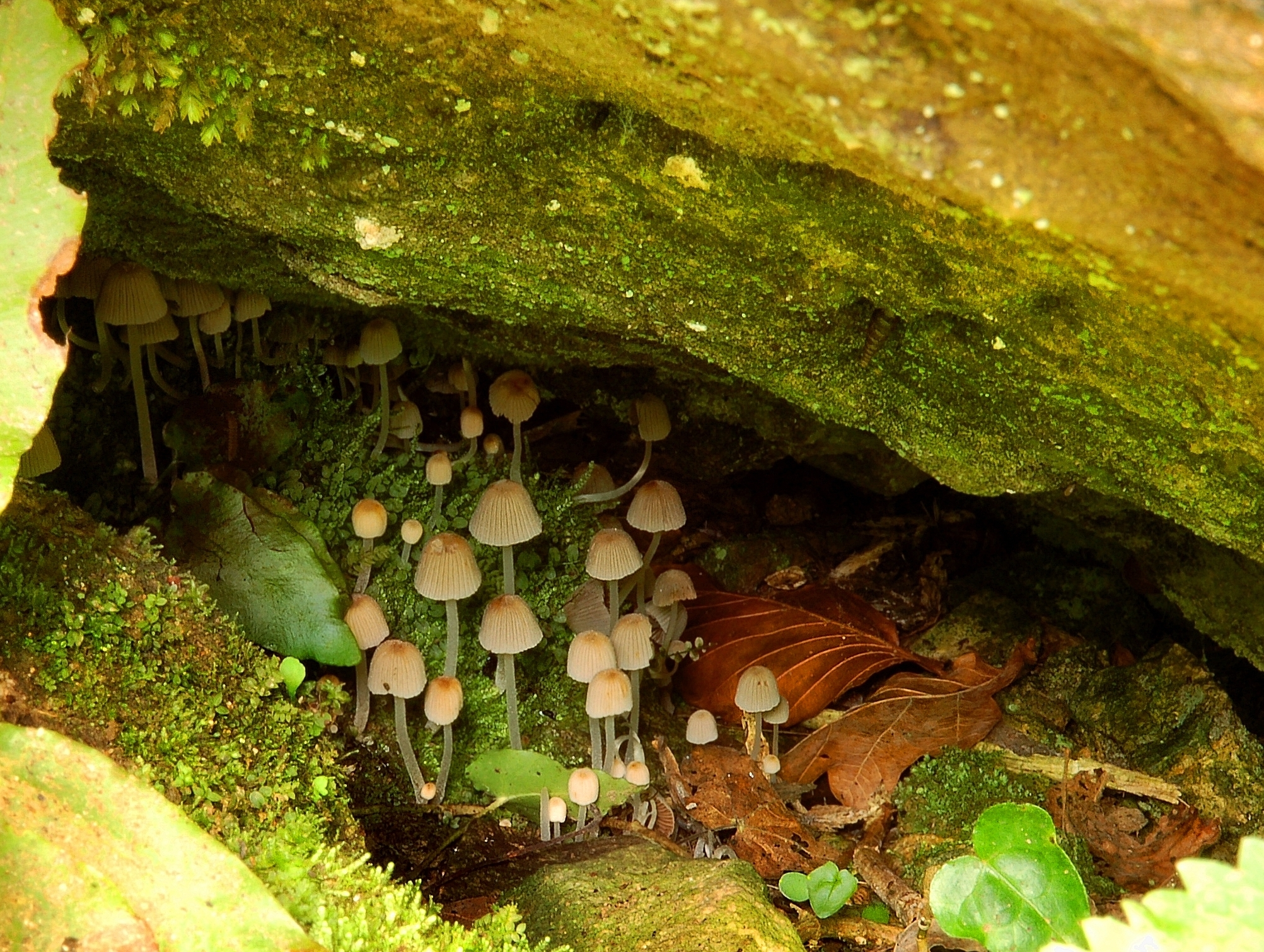